# García d'Atrosillo
García d'Atrosillo (? - ?) va ser un cavaller aragonès del llinatge dels Atrosillo. Segons diu la Crònica de Sant Joan de la Penya, va lluitar en la batalla d'Alcoraz. Es desconeixen dades sobre els seus orígens familiars, així com sobre el seu matrimoni i descendents.